# Theodor Mebs

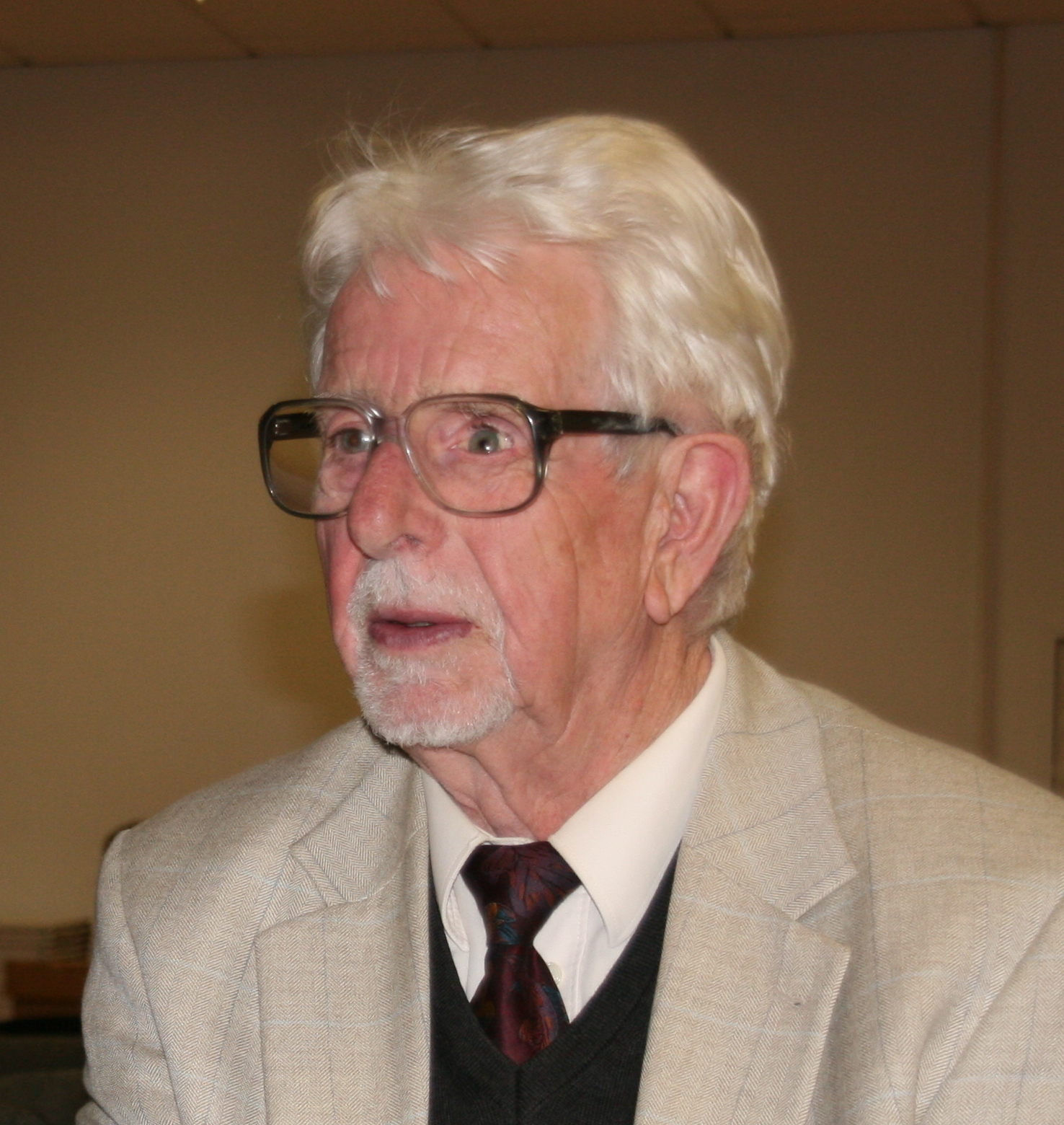
Theodor Mebs, 2009

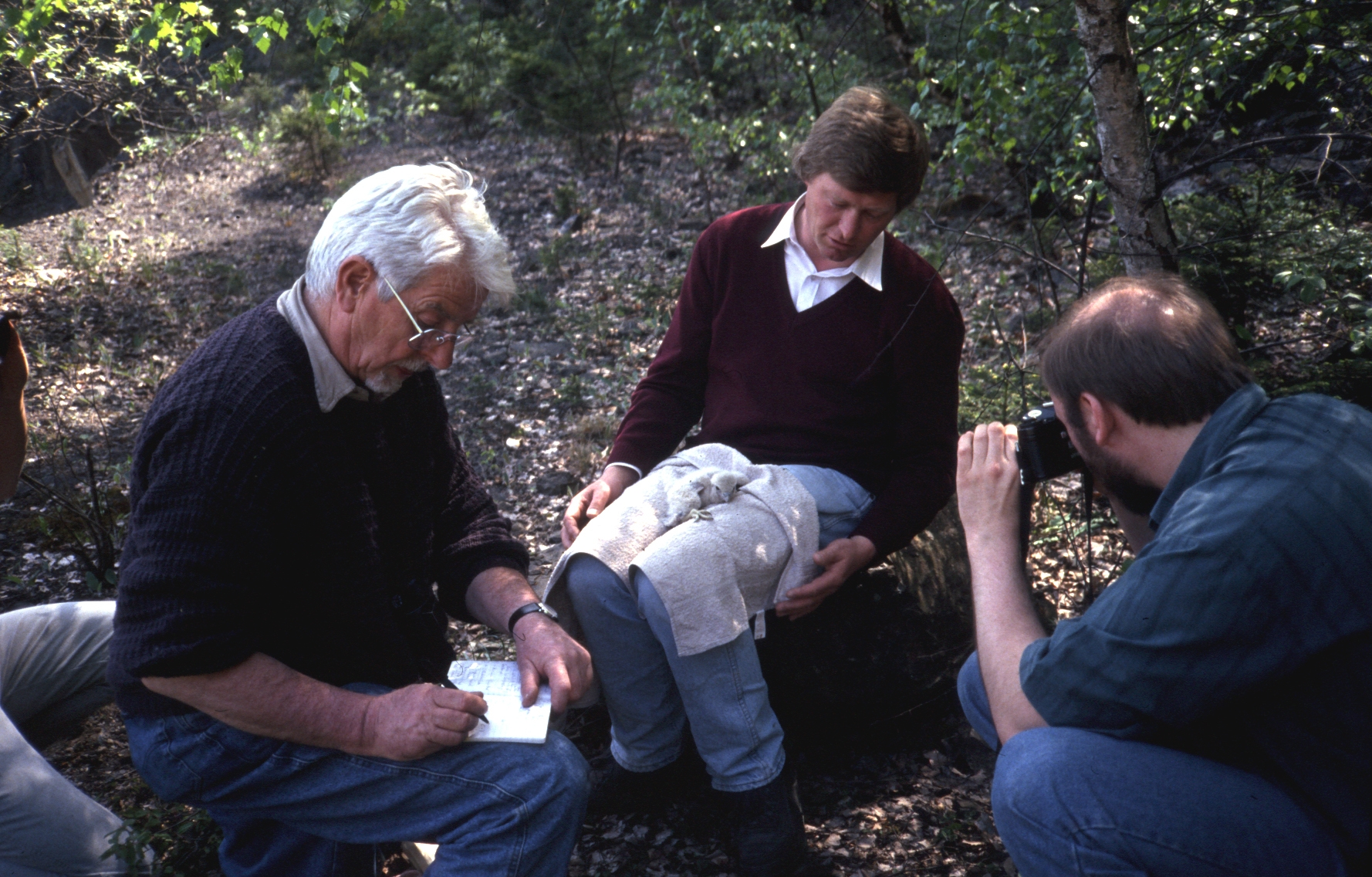
Theodor Mebs (links) 1991 bei der Wanderfalken-Beringung an den Bruchhauser Steinen

Theodor „Theo“ Mebs (* 8. März 1930 in Würzburg; † 24. Juli 2017 in Castell) war ein deutscher Ornithologe und Autor. Insbesondere befasste er sich mit Greifvögeln und Eulen.

## Leben

### Elternhaus
Theodor Mebs war der Sohn der Pfarrleute Gertrud und Rudolf Mebs (1896–1975), seit 1929 Dekan des unterfränkischen Dekanatsbezirks Castell.

### Kindheit und Ausbildung
Mebs entdeckte seine Leidenschaft für die Vogelkunde bereits im Kindesalter, inspiriert durch die Lektüre von Otto Kleinschmidts Werk Die Raubvögel der Heimat. Seine ornithologischen Beobachtungen und Information, die er unmittelbar nach Kriegsende sammelte, hielt er in Tagebüchern fest. Ab Herbst 1946 besuchte er nach einer kriegsfolgenbedingten anderthalbjährigen Schulunterbrechung das Neue Gymnasium (jetzt Franz-Ludwig-Gymnasium Bamberg) in Bamberg. Nach dem Abitur studierte er von 1949 bis 1954 Biologie, Chemie und Geographie an der Otto-Friedrich-Universität Bamberg, der Albert-Ludwigs-Universität Freiburg und der Ludwig-Maximilians-Universität München. Zur Dissertation ermutigte ihn in München 1957 der Ornithologe Gerd Diesselhorst.

### Berufliches und schriftstellerisches Wirken
1960 erhielt er über Heinz Brüll an der Kurzschule im Herrenhaus von Gut Weißenhaus im Kreis Ostholstein eine Lehranstellung als Landschaftskunde-Lehrer und war als solcher zehn Jahre lang tätig. 1964 wurde er an der Naturwissenschaftlichen Fakultät in München mit seiner Arbeit Untersuchungen zur Biologie und Populationsdynamik des Mäusebussards (Buteo buteo): Unter besonderer Berücksichtigung der Abhängigkeit vom Massenwechsel der Feldmaus (Microtus arvalis) zum Dr. rer. nat. promoviert. Die Arbeit wurde im Journal für Ornithologie veröffentlicht. Ebenfalls 1964 erschien im Stuttgarter Franckh-Kosmos-Verlag sein erstes Buch. Nach seinem Tod wurden mehrere seiner Bücher weiter gedruckt. 2020 erschien das Buch „Eulen Europas“ in der 3. Auflage, die Wolfgang Scherzinger allein komplett überarbeitete, daher erschien das Buch nun mit getauschter Autorenreihenfolge Scherzinger & Mebs und das Buch Greifvögel Europas: Greifvögel und Falken – Alle Arten Europas 2021 überarbeitet unter der Autorenschaft Theodor Mebs, Daniel Schmidt-Rothmund und Winfried Nachtigall.
Im Januar 1970 wurde er Wissenschaftlicher Mitarbeiter an der Vogelschutzwarte Nordrhein-Westfalen in Altenhundem, die später ihren Sitz in Essen hatte und 1975 als Fachgebiet „Angewandte Ornithologie (Vogelschutzwarte)“ in die Recklinghauser Landesanstalt für Ökologie, Landschaftsentwicklung und Forstplanung (LÖLF; jetzt Fachbereich 24 des LANUV) eingegliedert wurde. 1974 konnte er die Einführung einer individuellen Kennzeichnung von Greifvögeln und Eulen in Gefangenschaftshaltungen erreichen. 1978 folgte er Wilfried Przygodda (1916–1991) als Leiter des Fachbereichs. Er initiierte die landesweite Einrichtung von zehn staatlich geförderten Pflege- und Ausgewöhnungsstationen für verletzte sowie beschlagnahmte, illegal gehaltene Greifvögel und Eulen. Auch anderen bestandsgefährdeten Vogelarten galten seine Schutzbemühungen.
Am 31. März 1995 erfolgte Mebs Zurruhesetzung und er ließ sich wieder in seiner Heimat nieder, wo er wieder in Castell wohnhaft wurde. Er starb im Alter von 87 Jahren und hinterließ seine Ehefrau Anna Mebs geb. Arndt (Heirat 1963), vier Kinder und mehrere Enkelkinder. Seine Kosmos-Naturführer erschienen in mehreren Auflagen und wurden auch übersetzt.

### Verbandstätigkeiten
Mebs war Mitglied der Westfälischen Ornithologen Gesellschaft (WOG), die 1998 mit der Gesellschaft Rheinischer Ornithologen (GRO) zur Nordrhein-Westfälischen Ornithologengesellschaft (NWO) fusionierte, und in der WOG von Januar 1972 bis 1997 als „Ausschussleiter Greifvögel“ im erweiterten Vorstand und von 1981 bis 1995 zudem als Schatzmeister im geschäftsführenden Vorstand aktiv. Zudem leitete er die 1979 aus den „Arbeitsgruppen Greifvögel“ der WOG und der GRO zusammengefasste Arbeitsgemeinschaft, die mittels ihrer erstellten Bestandsübersicht entschieden dazu beitrug, dass in Nordrhein-Westfalen keine Greifvögel bejagt werden dürfen.

## Ehrungen
Er war Ehrenmitglied der NWO und der Ornithologischen Gesellschaft in Bayern (OG Bayern). Zudem erhielt er den NWO-Preis 2014 für seine wissenschaftlichen Arbeiten über Greifvögel und Eulen sowie seine außerordentlichen Greifvogelschutz-Verdienste im Bundesland Nordrhein-Westfalen.

## Publikationen (Auswahl)
- Greifvögel Europas und die Grundzüge der Falknerei. Franckh, Stuttgart 1964 [1. Aufl.].
- Eulen und Käuze. Strigidae. Franckh, Stuttgart 1968 [1. Aufl.].
- Wasservögel Europas. Franckh, Stuttgart 1970 [1. Aufl.].
- mit Wolfgang Fischer: Die Greifvögel der Erde. Eine systematische und biologische Betrachtung. Kurth Verlag, Barmstedt 1976.
- mit Hans-Peter Bögel (Erz.); Jean C. Roché (Tonaufn.): Die Stimmen der Greifvögel und Eulen Europas. Rufe u. Gesänge; 2 Stunden Hör-Erlebnis. Franckh, Stuttgart 1989.
- mit Wolfgang Scherzinger: Die Eulen Europas. Biologie, Kennzeichen, Bestände. Kosmos, Stuttgart 2000 [1. Aufl.].
- mit Daniel Schmidt: Die Greifvögel Europas, Nordafrikas und Vorderasiens. Biologie, Kennzeichen, Bestände. Kosmos, Stuttgart 2006 [1. Aufl.].